# Clangula hyemalis
El pato havelda (Clangula hyemalis) es una especie de ave anseriforme de la familia Anatidae propia de las regiones frías de Eurasia y Norteamérica. Pertenece a la subfamilia de los patos marinos. Es la única especie viva del género Clangula. Es una de las especies a las cuales se aplica el Acuerdo para la Conservación de aves acuáticas migratorias africanas-eurasiáticas, AEWA.

## Descripción

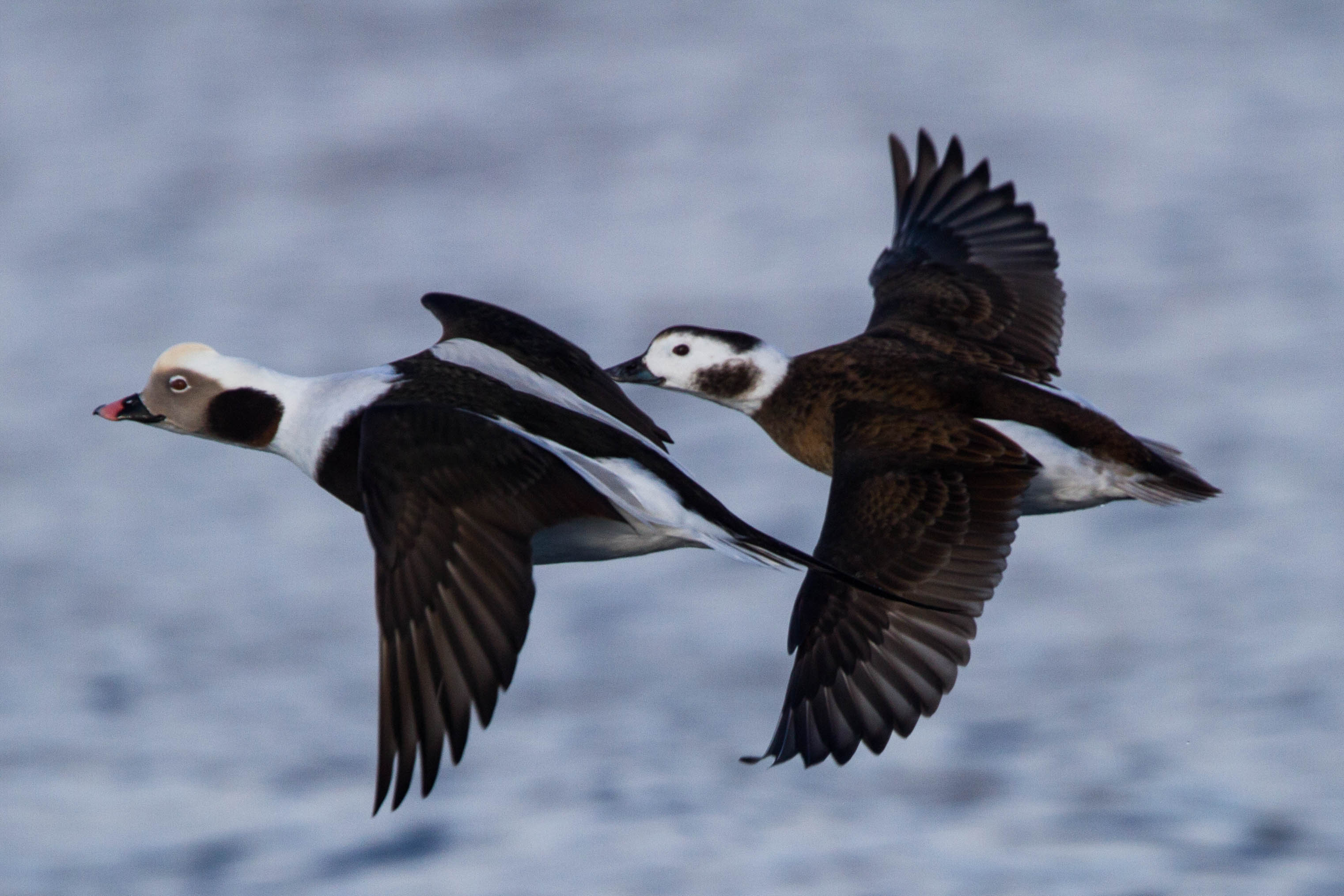
Macho y hembra en primavera.

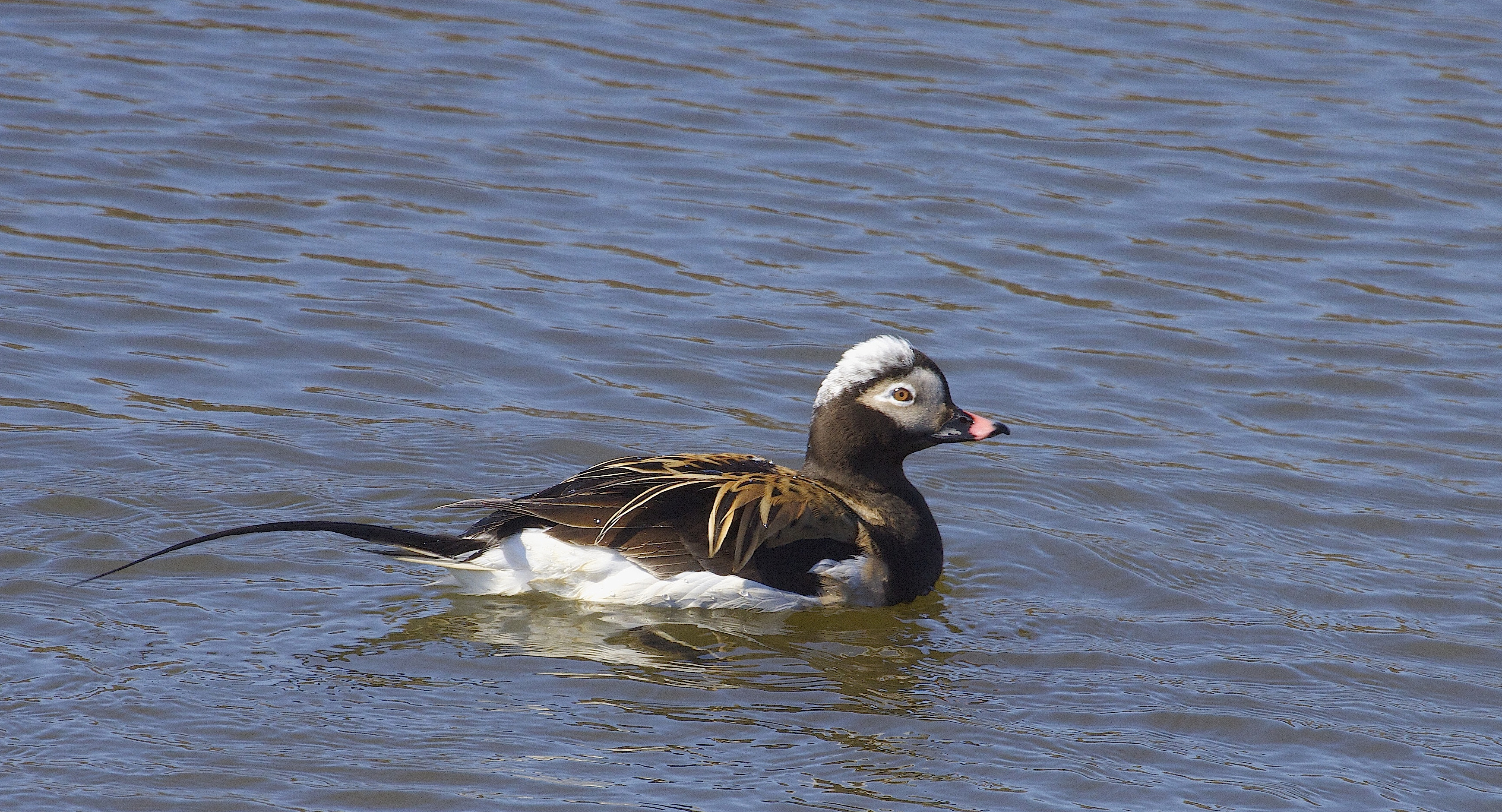
Macho con plumaje de otoño.

Los adulto miden entre 41 y 60 cm de longitud, con una envergadura alar de 72 a 80 cm, y un peso entre 450 y 1.030 g. El plumaje de los adultos varía bastante a lo largo del año, a causa de un complejo proceso de muda, manteniendo constante únicamente el blanco de las partes inferiores del cuerpo. 
El macho tiene una cola larga, estrecha y apuntada, de 10 a 15 cm de longitud, y un pico gris negruzco cruzado por una banda rosada. En invierno, tiene un patrón de plumaje blanco y negro, siendo blanco en su mayoría con excepción de las alas, espalda, cola y una gran mancha redondeada de la mejilla. En verano Su cabeza y cuello se vuelven negros, manteniendo blanco solo el rostro; y sus partes superiores se hacen de tonos pardos oscuros. En otoño se les puede observar con un patrón intermedio con una mancha blanca la parte posterior del píleo. La hembra tiene plumaje de tonos pardos en las partes superiores y la cola relativamente corta y apuntada. En invierno gran parte de su cabeza y cuello son blancos, salvo la mejilla y el píleo que son de color pardo oscuro. En verano la cabeza se vuelve parda casi en su totalidad. En otoño mantiene los laterales de la cabeza y cuello blancos y su mejilla se hace más clara. Los juveniles de ambos sexos tienen un plumaje similar a las hembras en verano.

## Taxonomía y etimología
El pato havelda fue descrito científicamente por Carlos Linneo en 1758 en la décima edición de su obra Systema naturae, con el nombre de Anas hyemalis. Posteriormente fue trasladado a su propio género, Clangula, creado por William Elford Leach en 1819. No se reconocen subespecies diferenciadas.
La etimología del nombre de su género procede del verbo latino clangere «resonar» al que se le añade la partícula diminutiva ula resultando este término neolatino, clangula, en referencia a su voz. En cambio su nombre específico es una forma alternativa de escribir la palabra hiemālis que en latín significa «invernal».
Se conoce un congénere fósil del Mioceno medio (de hace 12 o 13 millones de años), encontrado en Hungría.

## Distribucíón y hábitat

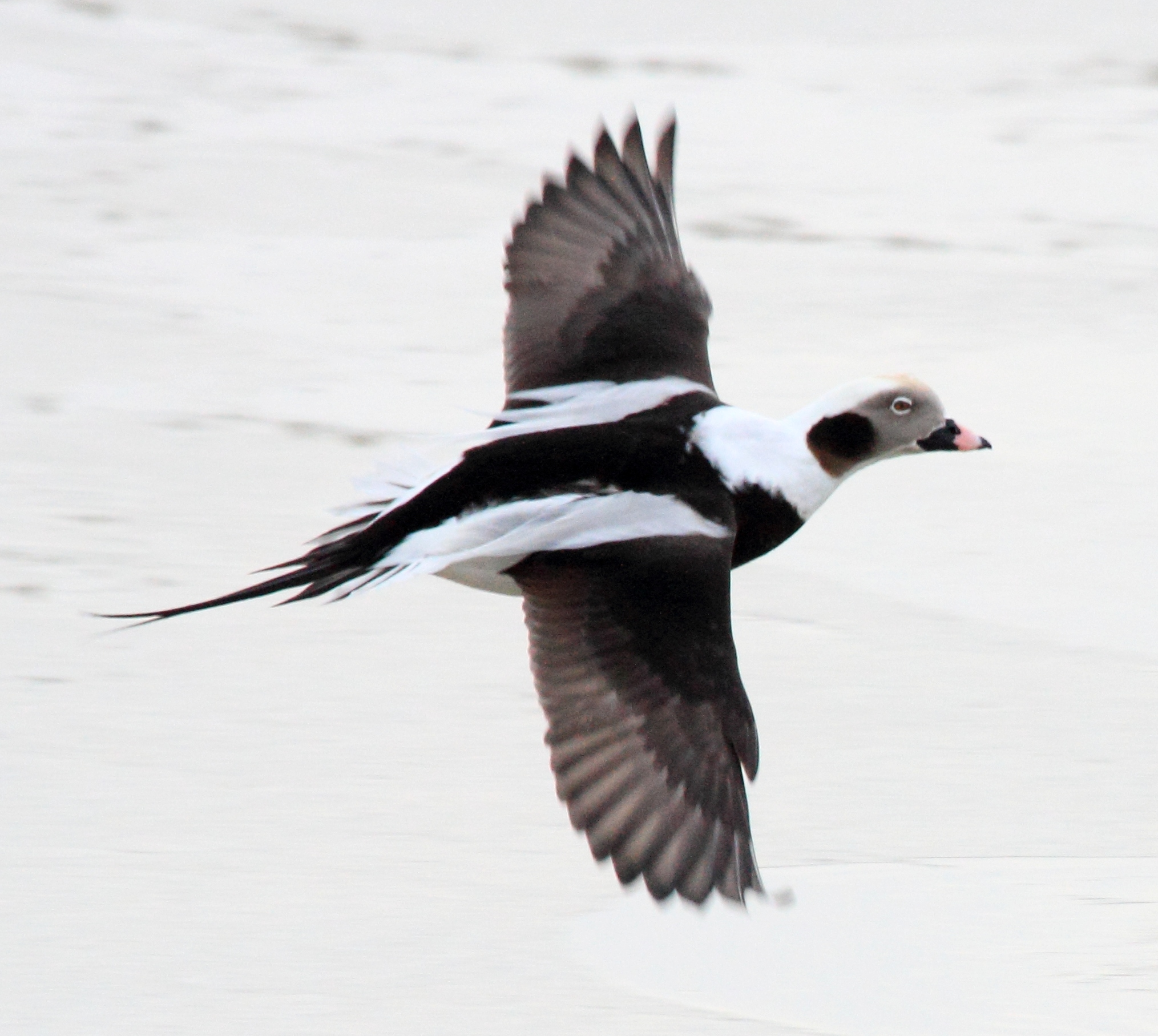
Macho con plumaje de invierno en vuelo.

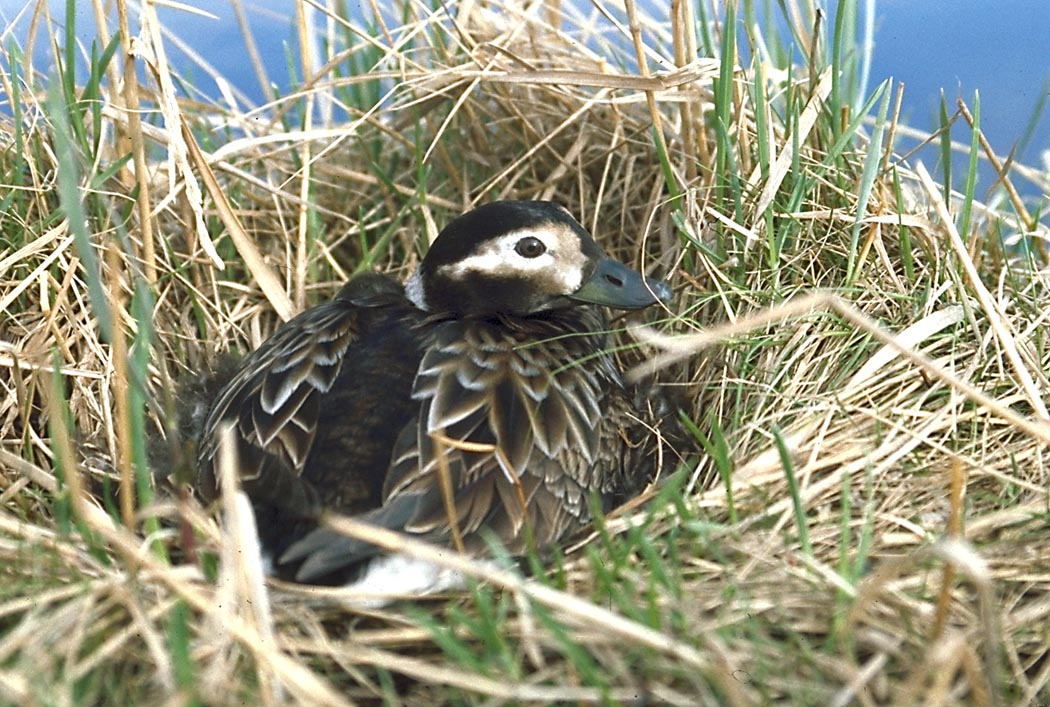
Hembra incubando en el nido.

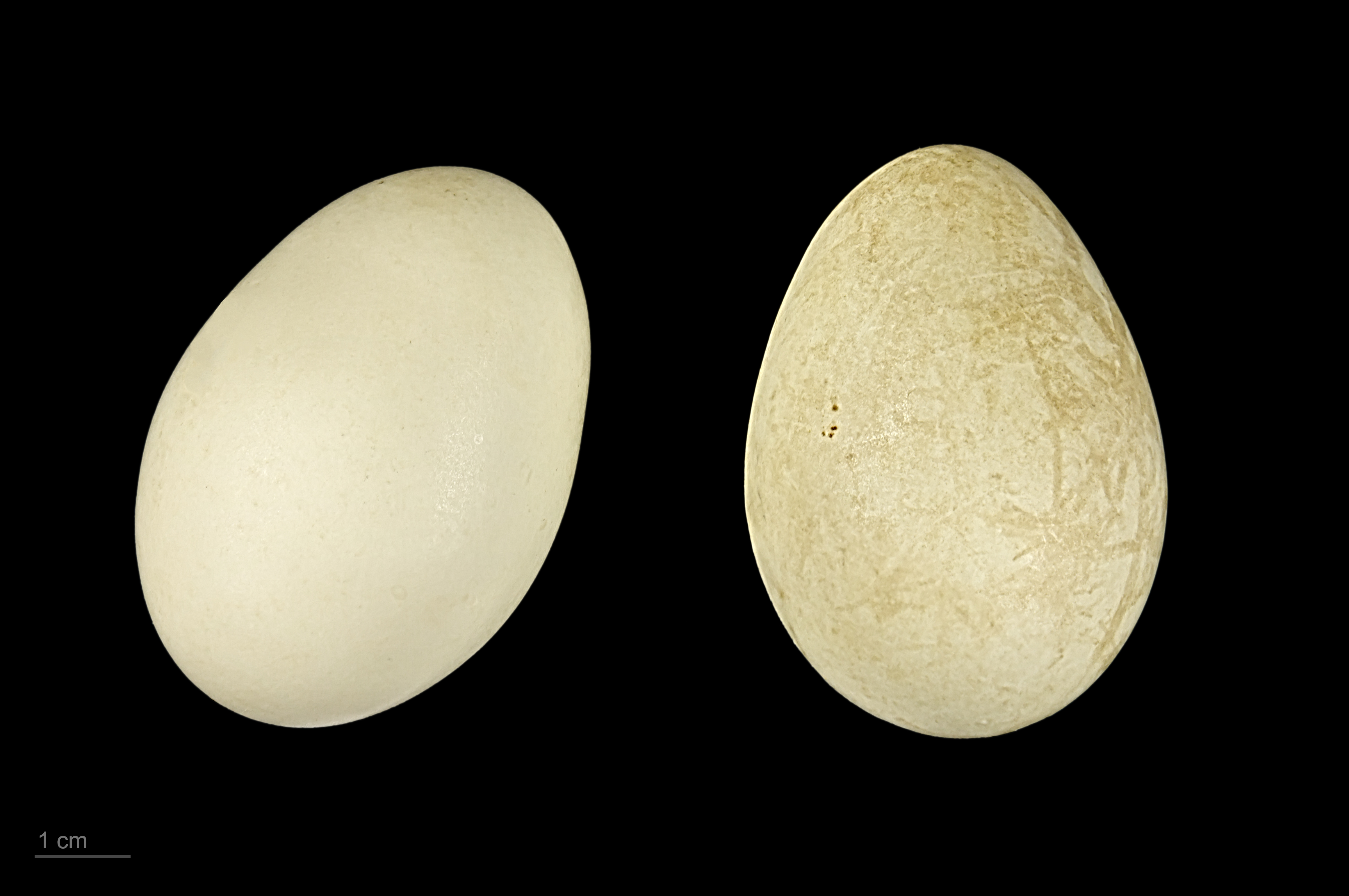
Clangula hyemalis - MHNT

Su hábitat de cría son los pantanos y charcas de la tundra, pero también toda la costa ártica y los lagos grandes de montaña, extendiéndose desde Alaska, el norte del Canadá, norte de Europa hasta Siberia. 
Es un ave migratoria que pasa el invierno en las costas nororientales y noroccidentales de Norteamérica, la región de Grandes Lagos, las costas de Groenlandia y del norte de Europa y Asia, incluidas algunas islas árticas como las Svalbard o Nueva Zembla. El área de invernada más importante es el Mar Báltico, donde llegan a concentrarse cerca de 4,5 millones de estos patos. También pasan el invierno alrededor de las islas británicas, los Alpes, y algunos llegan incluso hasta el Mar Negro y en menor cantidad al Mediterráneo.

## Comportamiento

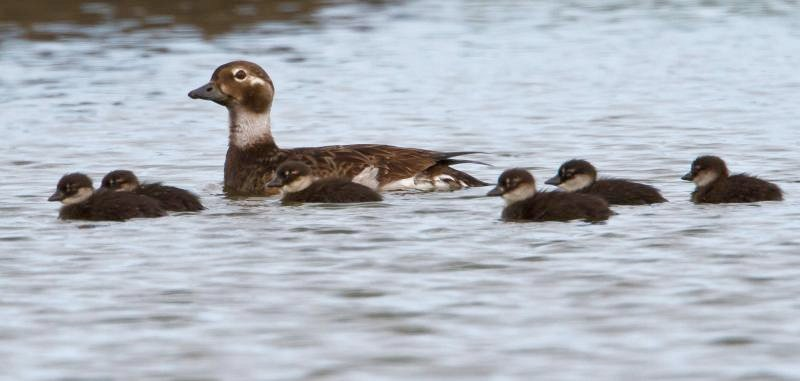
Hembra con sus crías en Islandia.

El pato havelda es un ave gregaria que forma grandes bandadas en invierno y durante la migración. Vuela rápidamente y durante migración puede alcanzar hasta 100 km/h.
Sitúa su nido en tierra cerca del agua, al abrigo de la vegetación y lo construye usando hierba y tallos, y acolchado interiormente con hojas y plumón de la hembra.

### Alimentación
Se alimenta buceando en busca de moluscos, crustáceos y algunos pequeños peces, generalmente en profundidades cercanas a la superficie y entre los 10 y 15 m de profundidad, aunque es capaz de zambullirse a profundidades de hasta 60 m.